# Tabasaranowie
Tabasaranowie (Табасаран) – rdzenna ludność Kaukazu, zamieszkująca głównie południowo-wschodni Dagestan. Zamieszkiwane przez nich tereny sąsiadują z ziemiami Agulów, Lezginów, Azerów i Dargijczyków. Język tabasarański, którym się posługują, należy do podgrupy języków lezgińskich, będących częścią grupy języków północno-wschodniokaukaskich. Posiadają największy przyrost naturalny ze wszystkich grup etnicznych Dagestanu.
Tabasaranowie pochodzą najprawdopodobniej z Albanii Kaukaskiej. Według ormiańskich i arabskich źródeł, krótko po upadku Albanii lud znany jako Tavasporan stał się niezależny. W ciągu całej swojej historii Tabasaranowie byli narażeni na ataki z zewnątrz i często musieli uznawać obce panowanie. Nierzadko jednak aktywnie przeciwstawiali się najeźdźcom. Walczyli między innymi z Sasanidami, Hunami, Chazarami, Mongołami czy Timurydami. Do początku XIX wieku istniały dwa państewka tabasarańskie. Północnym państwem rządził władca z tytułem kadi a południowym władca z tytułem majsum. Państewka te dzieliły się na mniejsze jednostki zarządzane przez beków. Niektóre wsie pozostawały niezależne i rządziły nimi tylko i wyłącznie lokalne dżamaaty (zgromadzenia). W 1813 dostali się pod panowanie carskiej Rosji.
Tabasaranowie są w większości Szafitami, czyli sunnickimi muzułmanami. Islam pojawił się w południowym Dagestanie już w VII wieku, a przynieśli go tutaj Arabowie, których wpływy obejmowały tę część Kaukazu. Stał się religią dominującą wśród Tabasaranów na przełomie XI i XII wieku. Niektóre elementy wcześniejszych wierzeń, takie jak na przykład Święto Wiosny, znane jako Ebeltsan, przetrwały do dzisiaj.
Tradycyjnie zajmowali się rolnictwem i pasterstwem, hodowali także pszczoły. Uprawiali głównie zboża i owoce, zwłaszcza winogrona. Poza tym zajmowali się wytwarzaniem różnego rodzaju dóbr, takich jak dywany, wełniana odzież, wyroby z drewna i wyroby skórzane. Strukturą, na której opierało się życie społeczne, był wiejski dżamaat. Kierując się prawem zwyczajowym (adat) i islamskim (szariat), dżamaat podejmował wszystkie decyzje dotyczące społeczności. W zgromadzeniu mogli uczestniczyć wszyscy wolni, dorośli mężczyźni. Funkcjonowała również rada starszych, która zajmowała się bieżącą administracją. Prawo zwyczajowe regulowało większość kwestii dotyczących spraw cywilnych i kryminalnych, podczas gdy szariat dotyczył spraw związanych z zawieraniem małżeństwa, dziedziczeniem i obrzędami religijnymi. Kultura materialna Tabasaranów jest zaliczana do typu dagestańskiego.
Jako część Cesarstwa Rosyjskiego, ziemie zamieszkane przez Tabasaranów weszły w skład Związku Socjalistycznych Republik Radzieckich. Podobnie jak w innych częściach kraju, zaszły tu takie procesy jak: kolektywizacja rolnictwa, zwalczanie religii i biurokratyzacja. Z drugiej jednak strony władze centralne przyznały oficjalny status językowi tabasarańskiemu. Poprawiły się również warunki życia, co zaowocowało znacznym wzrostem liczby Tabasaranów. Wielu z nich osiedliło się wówczas w dolinach, opuszczając góry. Współcześnie, około 40 procent Tabasaranów zamieszkuje miasta. Według spisu z 2002 roku, 97 procent używa na co dzień swojego narodowego języka, ale aż 87 procent zna rosyjski. Niewielka część zna również język lezgiński i azerski.